# Astrea rotulosa
Espèce
Astrea rotulosa est une espèce de coraux appartenant à la famille des Merulinidae.